# 橋牟礼川遺跡
橋牟礼川遺跡（はしむれがわいせき）は、鹿児島県指宿市十二町にある縄文時代から平安時代にかけての複合遺跡。それまで明確でなかった縄文時代と弥生時代以降の時代の前後関係を初めて学術的に明らかにした遺跡として有名である。戦前は指宿遺跡（いぶすきいせき）として知られていた。国の史跡に指定されている。

## 概要

### 発見と調査
1916年（大正5年）、指宿村出身で、旧制志布志中学校の生徒・西牟田盛健が縄文土器と弥生土器を拾ったことが遺跡発見のきっかけである。志布志中学校を訪れた喜田貞吉がその土器を実見し、鹿児島県内の考古学者・山崎五十麿に調査を依頼した結果、縄文土器と弥生土器が出土する遺跡の存在が確認された。喜田から情報を得た濱田耕作と長谷部言人が、1918年（大正7年）と1919年（大正8年）に現地で発掘調査を実施した。

### 縄文・弥生土器論争の決着
調査結果では、火山灰層を挟み、上層から弥生土器（正確には弥生土器ではない。後述）が、下層からアイヌ式土器（縄文土器）が出土することが確認された。このことから「縄文土器は弥生土器より古い」ことが層位学的に実証された。
それまでは「縄文土器と弥生土器は同じ時代に違う民族が作った土器」という説も有力であったが、この遺跡の発見により縄文時代→弥生時代という年代関係が確定した。

### 橋牟礼川弥生土器の正体
ただし、濱田がこの調査で弥生土器として認識した上層土器は、現在では弥生土器ではなく、古墳時代後期の「成川式土器」であったことが明らかとなっている（成川式土器も参照のこと）。
したがって「上層から弥生土器が出土した」とする言説は少なからず誤謬を含んでいる。これは、当時の研究段階から見て、弥生土器や土師器から、九州南部地域独特の土器様式である「成川式土器」を類別し得なかったためであるが、縄文土器→弥生土器（以降）と言う変遷を裏付けた調査成果そのものの評価を揺るがすものではない。

### 史跡指定
学術的にも重要な遺跡として、1924年（大正13年）、国の史跡に指定された。
この成果に加え、濱田は橋牟礼川遺跡の火山災害遺跡としての側面にも注目し、現地に堆積する火山灰層を『日本三代実録』の記録との対比を行い、この遺跡を『東洋のポンペイあるいはサントリン』と称している。
さらに1988年（昭和63年）の発掘で、『日本三代実録』巻26に記載された874年（貞観16年）の開聞岳の噴火で埋もれた集落跡が発見され、1996年（平成8年）に国の史跡に追加指定された。
現在遺跡には竪穴建物が復元され、遺跡の概要を見学できる公園となっている。また隣接して指宿市考古博物館（時遊館COCCOはしむれ）がある。

## 註釈
1. ↑  鹿児島県教育委員会. “橋牟礼川遺跡”. 鹿児島県. 2022年10月11日閲覧。
2. ↑  濱田 1921.
3. ↑  橋本 2015, pp. 20–24.